# Гротеле (Рагуза)
Гротеле је насеље у Италији у округу Рагуза, региону Сицилија.
Према процени из 2011. у насељу је живело 30 становника. Насеље се налази на надморској висини од 14 м.